# Kapelle zu den 14 Nothelfern (Waal)

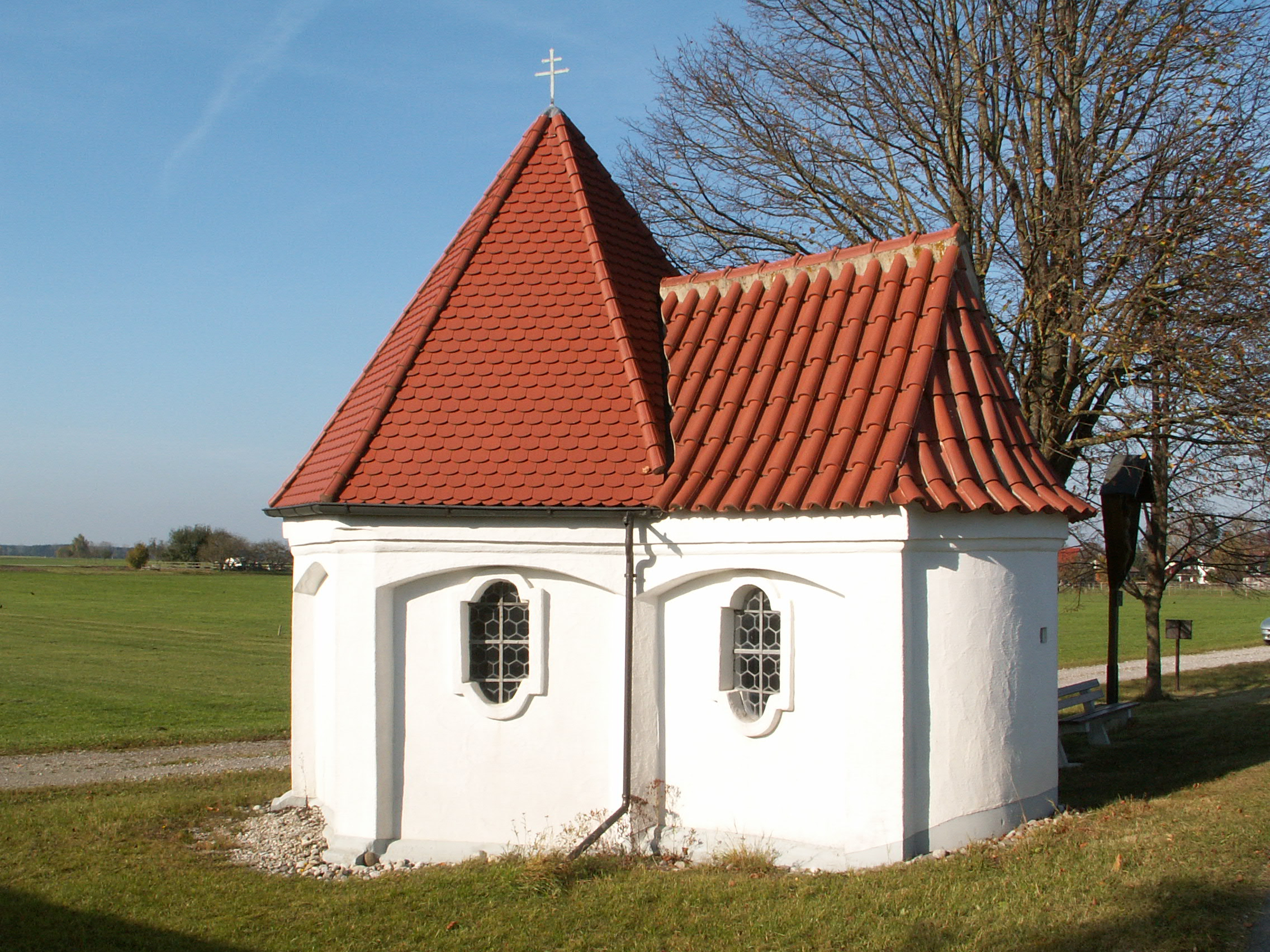
Kapelle zu den 14 Nothelfern in Waal

Die römisch-katholische Kapelle zu den 14 Nothelfern steht in Waal, einem Markt im schwäbischen Landkreis Ostallgäu von Bayern. Das Bauwerk ist in der Liste der Baudenkmäler in Waal als Baudenkmal unter der Nr. D-7-77-177-21 eingetragen.

## Beschreibung
Der sechseckige Zentralbau wurde im Kern im 15. Jahrhundert errichtet. 1715 wurde er mit einem außen flachrund geschlossenen Chor nach Osten erweitert.